# Campeonato Mundial de Waterpolo Masculino de 2023
El XX Campeonato Mundial de Waterpolo Masculino se celebró en Fukuoka (Japón) entre el 17 y el 29 de julio de 2023 dentro del XX Campeonato Mundial de Natación. El evento fue organizado por la Federación Internacional de Natación (FINA) y la Federación Japonesa de Natación.
Los partidos se disputaron en una piscina construida temporalmente en el recinto del Centro de Conferencias de Fukuoka.
Un total de dieciséis selecciones nacionales afiliadas a la FINA compitieron por el título mundial, cuyo anterior portador era el equipo de España, vencedor del Mundial de 2022. 
La selección de Hungría se adjudicó la medalla de oro al derrotar en la final al equipo de Grecia con un marcador de 13-14. En el partido por el tercer puesto el conjunto de España venció al de Serbia.

## Clasificación
| Competición             | Fecha                                   | Sede                      | Plazas | Equipos clasificados         |
| ----------------------- | --------------------------------------- | ------------------------- | ------ | ---------------------------- |
| País anfitrión          | –                                       | –                         | 1      | Japón                        |
| Campeonato Mundial      | 21 de junio – 3 de julio de 2022        | Budapest · ( Hungría)     | 4      | España Grecia Croacia Serbia |
| Liga Mundial            | 22 – 27 de julio de 2022                | Estrasburgo ( Francia)    | 2      | Italia Estados Unidos        |
| Campeonato Europeo      | 29 de agosto – 10 de septiembre de 2022 | Split · ( Croacia)        | 3      | Hungría Francia Montenegro   |
| Campeonato Asiático     | 7 – 14 de noviembre de 2022             | Samut Prakan ( Tailandia) | 2      | China Kazajistán             |
| Campeonato Panamericano | 2 – 8 de abril de 2023                  | Bauru · ( Brasil)         | 2      | Canadá Argentina             |
| África                  | –                                       | –                         | 1      | Sudáfrica                    |
| Oceanía                 | –                                       | –                         | 1      | Australia                    |
| TOTAL                   |                                         |                           | 16     | 16                           |

## Grupos
| Grupo A        | Grupo B | Grupo C   | Grupo D    |
| -------------- | ------- | --------- | ---------- |
| Estados Unidos | China   | Croacia   | Sudáfrica  |
| Australia      | Francia | Hungría   | Serbia     |
| Kazajistán     | Canadá  | Argentina | Montenegro |
| Grecia         | Italia  | Japón     | España     |

## Fase preliminar
- Todos los partidos en la hora local de Japón (UTC+9).

El primero de cada grupo se clasifica directamente para los cuartos de final; el segundo y el tercero disputan primero un partido de clasificación para los cuartos de final.

### Grupo A
| Equipo         | J | G | E | P | GF | GC | DG  | PTS |
| -------------- | - | - | - | - | -- | -- | --- | --- |
| Grecia         | 3 | 3 | 0 | 0 | 46 | 25 | +21 | 9   |
| Estados Unidos | 3 | 2 | 0 | 1 | 48 | 28 | +20 | 6   |
| Australia      | 3 | 1 | 0 | 2 | 39 | 35 | +4  | 3   |
| Kazajistán     | 3 | 0 | 0 | 3 | 13 | 58 | -45 | 0   |

- Resultados

| Fecha | Hora  | Partido        | Partido | Partido        | Resultado |
| ----- | ----- | -------------- | ------- | -------------- | --------- |
| 17.07 | 09:00 | Kazajistán     | -       | Estados Unidos | 5-18      |
| 17.07 | 10:30 | Australia      | -       | Grecia         | 9-13      |
| 19.07 | 19:00 | Grecia         | -       | Kazajistán     | 18-2      |
| 19.07 | 20:30 | Estados Unidos | -       | Australia      | 16-8      |
| 21.07 | 16:00 | Estados Unidos | -       | Grecia         | 14-15     |
| 21.07 | 17:30 | Australia      | -       | Kazajistán     | 22-6      |

### Grupo B
| Equipo  | J | G | E | P | GF | GC | DG  | PTS |
| ------- | - | - | - | - | -- | -- | --- | --- |
| Italia  | 3 | 3 | 0 | 0 | 55 | 17 | +38 | 9   |
| Francia | 3 | 2 | 0 | 1 | 38 | 32 | +6  | 6   |
| Canadá  | 3 | 1 | 0 | 2 | 30 | 49 | -19 | 3   |
| China   | 3 | 0 | 0 | 3 | 23 | 48 | -25 | 0   |

- Resultados

| Fecha | Hora  | Partido | Partido | Partido | Resultado |
| ----- | ----- | ------- | ------- | ------- | --------- |
| 17.07 | 12:00 | Canadá  | -       | China   | 13-10     |
| 17.07 | 13:30 | Francia | -       | Italia  | 6-13      |
| 19.07 | 09:00 | Italia  | -       | Canadá  | 24-6      |
| 19.07 | 10:30 | China   | -       | Francia | 8-17      |
| 21.07 | 19:00 | China   | -       | Italia  | 5-18      |
| 21.07 | 20:30 | Francia | -       | Canadá  | 15-11     |

### Grupo C
| Equipo    | J | G | E | P | GF | GC | DG  | PTS |
| --------- | - | - | - | - | -- | -- | --- | --- |
| Hungría   | 3 | 3 | 0 | 0 | 49 | 31 | +18 | 9   |
| Croacia   | 3 | 2 | 0 | 1 | 51 | 29 | +22 | 6   |
| Japón     | 3 | 1 | 0 | 2 | 40 | 42 | -2  | 3   |
| Argentina | 3 | 0 | 0 | 3 | 27 | 65 | -38 | 0   |

- Resultados

| Fecha | Hora  | Partido   | Partido | Partido   | Resultado |
| ----- | ----- | --------- | ------- | --------- | --------- |
| 17.07 | 16:00 | Argentina | -       | Croacia   | 5-24      |
| 17.07 | 17:30 | Hungría   | -       | Japón     | 16-8      |
| 19.07 | 12:00 | Croacia   | -       | Hungría   | 10-12     |
| 19.07 | 13:30 | Japón     | -       | Argentina | 20-9      |
| 21.07 | 09:00 | Hungría   | -       | Argentina | 21-13     |
| 21.07 | 12:00 | Croacia   | -       | Japón     | 17-12     |

### Grupo D
| Equipo     | J | G | E | P | GF | GC | DG  | PTS |
| ---------- | - | - | - | - | -- | -- | --- | --- |
| España     | 3 | 3 | 0 | 0 | 54 | 27 | +27 | 9   |
| Serbia     | 3 | 2 | 0 | 1 | 57 | 34 | +23 | 5   |
| Montenegro | 3 | 1 | 0 | 2 | 55 | 34 | +21 | 4   |
| Sudáfrica  | 3 | 0 | 0 | 3 | 21 | 92 | -71 | 0   |

- Resultados

| Fecha | Hora  | Partido    | Partido | Partido    | Resultado         |
| ----- | ----- | ---------- | ------- | ---------- | ----------------- |
| 17.07 | 19:00 | Montenegro | -       | Sudáfrica  | 35-10             |
| 17.07 | 20:30 | Serbia     | -       | España     | 14-16             |
| 19.07 | 16:00 | España     | -       | Montenegro | 11-7              |
| 19.07 | 17:30 | Sudáfrica  | -       | Serbia     | 5-30              |
| 21.07 | 10:30 | Sudáfrica  | -       | España     | 6-27              |
| 21.07 | 12:00 | Serbia     | -       | Montenegro | 13-13 (17-15 PEN) |

## Fase final
- Todos los partidos en la hora local de Japón (UTC+9).

|  | Clasif. a cuartos | Clasif. a cuartos |                |             | Cuartos de final | Cuartos de final |        |              | Semifinales  | Semifinales |  |  | Final       | Final       |
|  | 23 de julio       | 23 de julio       |                |             | 25 de julio      | 25 de julio      |        |              | 27 de julio  | 27 de julio |  |  | 29 de julio | 29 de julio |
|  |                   |                   |                |             |                  |                  |        |              |              |             |  |  |             |             |
|  |                   |                   |                |             |                  |                  |        |              |              |             |  |  |             |             |
|  |                   |                   |                |             |                  |                  |        |              |              |             |  |  |             |             |
|  | Grecia            | 10                |                |             |                  |                  |        |              |              |             |  |  |             |             |
|  | Grecia            | 10                | Croacia        | 12          |                  |                  |        |              |              |             |  |  |             |             |
|  |                   | Montenegro        | Croacia        | 12          | 9                |                  |        |              |              |             |  |  |             |             |
|  | Montenegro        | Montenegro        | 13             |             | 9                | Grecia           | 13     |              |              |             |  |  |             |             |
|  | Montenegro        |                   | 13             |             |                  | Grecia           | 13     |              |              |             |  |  |             |             |
|  |                   |                   |                | Serbia      | 7                |                  |        |              |              |             |  |  |             |             |
|  | Italia            | 14                |                | Serbia      | 7                |                  |        |              |              |             |  |  |             |             |
|  | Italia            | 14                | Japón          | 10          |                  |                  |        |              |              |             |  |  |             |             |
|  |                   | Serbia PEN        | Japón          | 10          | 15               |                  |        |              |              |             |  |  |             |             |
|  | Serbia            | Serbia PEN        | 16             |             | 15               | Grecia           | 13     |              |              |             |  |  |             |             |
|  | Serbia            |                   | 16             |             |                  | Grecia           | 13     |              |              |             |  |  |             |             |
|  |                   |                   |                | Hungría PEN | 14               |                  |        |              |              |             |  |  |             |             |
|  | Hungría           | 13                |                | Hungría PEN | 14               |                  |        |              |              |             |  |  |             |             |
|  | Hungría           | 13                | Estados Unidos | 13          |                  |                  |        |              |              |             |  |  |             |             |
|  |                   | Estados Unidos    | Estados Unidos | 13          | 12               |                  |        |              |              |             |  |  |             |             |
|  | Canadá            | Estados Unidos    | 10             |             | 12               | Hungría          | 12     | Tercer lugar | Tercer lugar |             |  |  |             |             |
|  | Canadá            |                   | 10             |             |                  | Hungría          | 12     | Tercer lugar | Tercer lugar |             |  |  |             |             |
|  |                   |                   |                | España      | 11               |                  |        |              |              |             |  |  |             |             |
|  | España            | 7                 |                | España      | 11               |                  |        |              |              |             |  |  |             |             |
|  | España            | 7                 | Australia      | 8           |                  |                  | Serbia | 6            |              |             |  |  |             |             |
|  |                   | Francia           | Australia      | 8           | 6                |                  | Serbia | 6            |              |             |  |  |             |             |
|  | Francia           | Francia           | 11             |             | 6                | España           | 9      |              |              |             |  |  |             |             |
|  | Francia           |                   | 11             |             |                  | España           | 9      |              |              |             |  |  |             |             |

### Clasificación a cuartos
| Fecha | Hora  | Partido        | Partido | Partido    | Resultado |
| ----- | ----- | -------------- | ------- | ---------- | --------- |
| 23.07 | 14:00 | Estados Unidos | -       | Canadá     | 13-10     |
| 23.07 | 15:30 | Australia      | -       | Francia    | 8-11      |
| 23.07 | 17:00 | Croacia        | -       | Montenegro | 12-13     |
| 23.07 | 18:30 | Japón          | -       | Serbia     | 10-16     |

### Cuartos de final
| Fecha | Hora  | Partido | Partido | Partido        | Resultado |
| ----- | ----- | ------- | ------- | -------------- | --------- |
| 25.07 | 15:00 | Grecia  | -       | Montenegro     | 10-9      |
| 25.07 | 16:30 | Italia  | -       | Serbia         | 14-15 PEN |
| 25.07 | 18:00 | Hungría | -       | Estados Unidos | 13-12     |
| 25.07 | 19:30 | España  | -       | Francia        | 7-6       |

### Semifinales
| Fecha | Hora  | Partido | Partido | Partido | Resultado |
| ----- | ----- | ------- | ------- | ------- | --------- |
| 27.07 | 17:00 | Grecia  | -       | Serbia  | 13-7      |
| 27.07 | 18:30 | Hungría | -       | España  | 12-11     |

### Tercer lugar
| Fecha | Hora  | Partido | Partido | Partido | Resultado |
| ----- | ----- | ------- | ------- | ------- | --------- |
| 29.07 | 16:30 | Serbia  | -       | España  | 6-9       |

### Final
| Fecha | Hora  | Partido | Partido | Partido | Resultado |
| ----- | ----- | ------- | ------- | ------- | --------- |
| 29.07 | 18:00 | Grecia  | -       | Hungría | 13-14 PEN |

## Medallero
| Hungría | Grecia | España |
| Dániel Angyal Gergő Fekete Szilárd Jansik Márton Lévai Krisztián Manhercz Erik Molnár Ádám Nagy Toni Német Zoltán Pohl Márton Vámos Dénes Varga Vendel Vigvári Vince Vigvári Soma Vogel Gergő Zalánki | Ioannis Alafragkis Stylianós Argyrópulos Yeoryos Dervisis Ioannis Funtulis Nikólaos Guilas Konstantinos Guiuvetsis Aristeídis Jalyvopulos Efstathios Kaloyerópulos Konstantinos Kákaris Dimitrios Nikolaídis Aléxandros Papanastasíu Dimitrios Skumpakis Panayotis Tzortzatos Konstantinos Yeniduniás Emmanuíl Zerdevás | Unai Aguirre Alberto Barroso Macarro Alejandro Bustos Sánchez Sergi Cabañas Pegado Martin Faměra Álvaro Granados Ortega Marc Larumbe Gonfaus Eduardo Lorrio Blai Mallarach Alberto Munárriz Felipe Perrone Bernat Sanahuja Roger Tahull Miguel de Toro Fran Valera |
| Zsolt Varga (seleccionador) | Theodoros Vlajos (seleccionador) | David Martín Lozano (seleccionador) |

## Estadísticas

### Clasificación general
| 1. Hungría JO     |
| 2. Grecia JO      |
| 3. España         |
| 4. Serbia         |
| 5. Italia         |
| 6. Francia        |
| 7. Estados Unidos |
| 8. Montenegro     |
| 9. Croacia        |
| 10. Australia     |
| 11. Japón         |
| 12. Canadá        |
| 13. Argentina     |
| 14. Kazajistán    |
| 15. China         |
| 16. Sudáfrica     |

### Máximos goleadores
| Núm. | Nombre                  | Selección      | Goles | Tiros | %    | Partidos jugados |
| ---- | ----------------------- | -------------- | ----- | ----- | ---- | ---------------- |
| 1    | Strahinja Rašović       | Serbia         | 25    | 45    | 56 % | 7                |
| 2    | Hannes Daube            | Estados Unidos | 22    | 48    | 46 % | 7                |
| 3    | Nikola Jakšić           | Serbia         | 20    | 43    | 47 % | 7                |
| 4    | Gergő Zalánki           | Hungría        | 19    | 36    | 53 % | 6                |
| 5    | Đuro Radović            | Montenegro     | 18    | 35    | 51 % | 7                |
| 5    | Konstantinos Yeniduniás | Grecia         | 18    | 39    | 46 % | 6                |
| 7    | Francesco Di Fulvio     | Italia         | 17    | 34    | 50 % | 6                |
| 7    | Yusuke Inaba            | Japón          | 17    | 45    | 38 % | 6                |
| 9    | Taiyo Watanabe          | Japón          | 16    | 33    | 48 % | 6                |
| 9    | Ugo Crousillat          | Francia        | 16    | 34    | 47 % | 7                |

Fuente: 